# Het Midasmysterie
Het Midasmysterie is het 163ste stripverhaal van Jommeke. De reeks wordt getekend door striptekenaar Jef Nys. Scenarist is Jan Ruysbergh.

## Verhaal
Op een dag erft Nellie Nies een cassette. De boodschap zegt "Dat er ergens een kistje is dat ze kreeg toen ze twaalf was. Het zal schatrijk maken. Vervolgens ontstaat er kortsluiting in de cassetterecorder door omgevallen koffie. Nies weet nu dat het kistje, dat ze indertijd in de sloot gooide, nu veel waarde heeft.
Jaren later vindt Filiberke, in dezelfde sloot, een oude sleutel. Samen met Jommeke keert hij terug naar de vindplaats. Daar vinden ze een leeg kistje. Nies heeft alles gezien en tracht tevergeefs het kistje te stelen. Wanneer het van de kast valt, merken ze een dubbele bodem in het kistje op, waar een papiertje in zit. Daarmee gaan ze naar Gobelijn. Hij ontcijfert de boodschap. Door de tekst op het papiertje, reizen ze naar Peru. Daar vinden ze een flesje in een rotswand. Elke druppel in het flesje laat alles veranderen in goud. Nies steelt het flesje en verdwijnt spoorloos. Professor Gobelijn ontdekt dan dat het om schijngoud gaat. De nevenwerking is dat mensen er gek van worden. Zo kunnen ze de gek geworden Nies opsluiten.
Tot slot keert iedereen terug naar huis.

## Achtergronden bij het verhaal
- Nellie Nies komt later opnieuw voor in album De kroon van Kazimir.